# Coleophora agilis
Coleophora agilis é uma espécie de mariposa do gênero Coleophora pertencente à família Coleophoridae.